# 若望保祿二世
聖若望保祿二世（拉丁語：Sanctus Ioannes Paulus PP. II，1920年5月18日—2005年4月2日）是天主教會第264任教宗，本名嘉祿·若瑟·沃伊蒂瓦（波蘭語：Karol Józef Wojtyła，ˈkarɔl ˈjuzef vɔjˈtɨwa，波兰语发音ⓘ），波蘭出身，於1978年10月16日被選為教宗，是首位波蘭裔及斯拉夫裔教宗，也是自1522年亞德六世離世後近五百年來第一位非意大利人出身的教宗，在位時間是史上第三長，僅次於聖伯多祿和庇護九世。
從事聖職前曾擔任過足球員、戲劇演員、礦工、化學工廠員工，獲選教宗前擔任克拉科夫總主教。擔任教宗後總共進行過102次國際訪問，是历史上出行最多的教宗。逝世被尊稱為大教宗若望保祿二世（Pope John Paul II the Great），是史上第四位及1138年來首位被冠上「大教宗」（The Great Pope）頭銜的教宗。2014年4月27日，與若望二十三世同時由教宗方濟各封聖，其紀念日定於10月22日。

## 早年

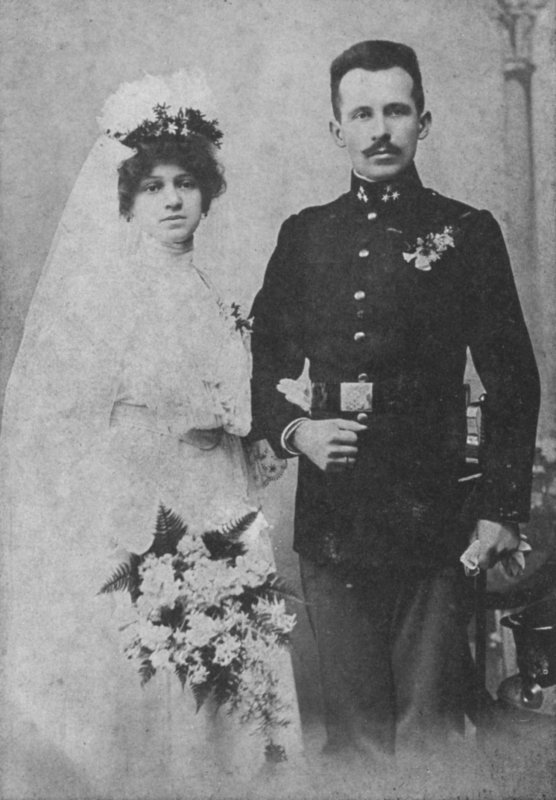
艾蜜莉亞和卡洛·沃伊蒂瓦夫婦的婚禮照

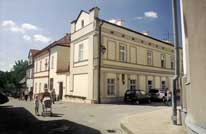
在瓦多維采的沃伊蒂瓦家

1920年5月18日，嘉祿·若瑟·沃伊蒂瓦出生於波蘭南部的瓦多维采的一個天主教家庭，是家中最小的孩子。父親卡洛（Karol）是波蘭軍中行政官，母親艾蜜莉亞（Emilia）婚前當過教師；為立陶宛裔，1929年4月13日，當時卡羅爾八歲，母親不幸難產而死。他有一個在嬰兒時期夭折的姊姊奧德加。大他十三歲的兄長艾德蒙為醫生，1931年11月，當時卡羅爾十一歲，而兄長因為照顧病人感染猩紅熱喪命。二位至親在成長途中的死亡對他影響極大，他與其父相依為命下感情更加親近。
童年時他便同瓦多维采的猶太社群有親密接觸，也是在此期間他同一位猶太姑娘有正式的交往。1938年，沃伊蒂瓦父子遷居克拉科夫，羅爾進入克拉科夫的亞捷隆大學就讀主修語言學，同時研究戲劇，他也加入了校中的戲劇團體與足球隊，並且是個守門員。在此期間他的語言天分得到充分發展，除了母語外共學習了11門語言——拉丁語、意大利語、西班牙語、葡萄牙語、法語、英語、德語、烏克蘭語、塞尔维亚-克罗地亚语、斯洛伐克語和世界語，其中9種在他任教宗期間被大量使用。
但在1939年，納粹德國軍隊佔領了波蘭，德軍關閉了各間大學，沃伊蒂瓦被迫結束學業。納粹佔領時期規定所有男丁都必須做勞力工作，並禁止所有高等教育。卡羅爾因而經歷過採石場和化工廠的工作。

## 晉鐸
1941年2月他的父親身故，這使他重新思考自己的人生目標，進而使他產生從事神職的想法。此外他的一位忘年之交，裁縫揚·蒂蘭諾夫斯基先生也是他對神學產生興趣的啟發者。1942年10月，他一邊在化工廠工作，一邊瞞過納粹政權偷偷的在母校教授私底下開設的神學系讀神學。1946年11月1日晉鐸，其後他獲送到羅馬就讀宗座聖多瑪斯大學，1948年考取神學博士學位。之後在母校亞捷隆大學教授倫理学，然後在盧布林天主教大學任教。

## 晉牧與擢升枢机
1958年，他受任命（晉牧）為輔理主教。

嘉祿·若瑟·沃伊蒂瓦樞機時期牧徽，下方則有拉丁語 TOTUS TUUS，意為全屬於你

1963年12月30日，教宗保祿六世任命他為克拉科夫總教區總主教。他作為總主教，參加了梵蒂岡第二屆大公會議。會議最具歷史性影響力的結果是公布了《信仰自由》宣言和現代世界教會的《牧職憲章》，他為文件的草議作出了貢獻。1967年，教宗保祿六世擢升他為枢机。

## 當選教宗

教宗聖若望保祿二世的教宗牧徽，大写字母M代表圣母玛利亚，教宗常以孝爱之心向圣母敬礼

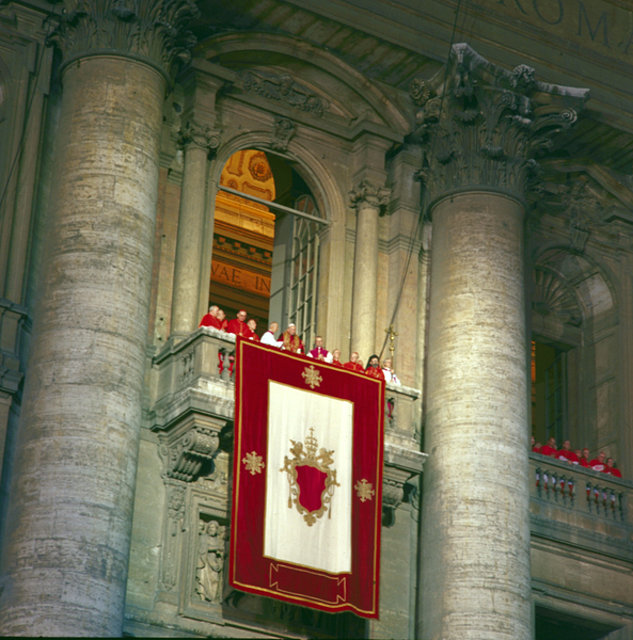
當選後的若望保祿二世在陽台公開接見眾人

1978年8月，保祿六世逝世後，他參與了教宗选举秘密會議，在其中選舉了威尼斯宗主教阿爾比諾·盧恰尼枢机為教宗若望保祿一世。以教宗的年齡標準來說，65歲的盧恰尼是年輕的。雖然58歲的沃伊蒂瓦可望在80歲的年齡限制前，再參加另一次教宗選舉會議，但他沒料到會來得這樣快。1978年9月28日，接任教宗僅33日的若望保祿一世逝世。1978年10月，沃伊蒂瓦在兩個月內，又回到梵蒂冈城參加第二次教宗選舉秘密會議。
1978年10月16日，沃伊蒂瓦繼任天主教第264任教宗，時年58歲，以他的年齡、波兰籍斯拉夫人和前運動員、劇作家的身份，無一不打破天主教二千年來的慣例。

## 遭遇暗杀

### 1981年
1981年5月13日，若望保祿二世在進入聖伯多祿廣場準備演講時，被一名土耳其狂熱穆斯林槍手莫梅特·阿里·阿加枪击。教宗中了兩槍，但子彈差了分毫，並未擊中要害，經六小時手術後脫離險境。1983年聖誕前兩天，若望保祿痊癒後，到監獄探望行弒他的刺客。二人私下談話片刻，但對話內容至今沒有公開。不過，有人在阿加的住處找到一張「我要殺死十字軍首領」的字條。
謀殺的動機仍然眾說紛紜，義大利議會的調查委員會認為是蘇聯派人來謀殺他，目的是為了保持《華沙公約》國家（特別是波蘭，若望·保祿二世正是波蘭人）的穩定，由不滿若望保祿二世擔任教宗的人士策劃。最後由於沒有任何證據，因此以阿加只是想恐嚇教宗定案。
2006年3月2日，意大利议会下属负责调查冷战机密的委员会认定，前苏联操纵谋刺若望保祿二世，并向媒体公布了其最终调查报告。该委员会指出，前苏联当局之所以要铲除若望保祿二世，是因为他当时所宣传的思想对苏联集体主义意识形态构成威胁。

### 1995年
1995年1月，菲律賓馬尼拉舉行世界青年日，若望保祿二世親臨主持。基地組織在科威特籍恐怖分子拉姆齐·尤塞夫指揮下，企圖以人肉炸彈暗殺他。幸而在實施前即因窩藏地點失火而被菲律賓警方查獲，計劃失敗。若望保祿二世順利完成訪菲行程。

## 游历

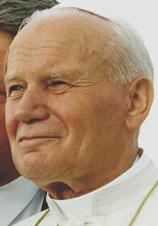
若望保祿二世1993年8月12日在美國科罗拉多州丹佛市參加第八屆世界青年日

在位期間，若望保祿二世出訪過比所有前任教宗加起來還多的地方。
1979年6月，若望保禄二世访问了自己的祖国，当时处于波兰统一工人党统治下的波兰，官方目的是纪念圣斯丹尼斯劳斯逝世900周年。教宗在波兰各地受到了极其热烈的欢迎。他的到来鼓舞了波兰人的精神并点燃了1980年团结工会运动，最后间接导致东欧剧变，共产主义政权在东欧倒台。
1982年，他成為第一位訪問英國的教宗，並與女王伊莉莎白二世，即英格蘭教會最高領袖會面。不久聖座與英國恢復邦交，終結450年的斷交狀態。
1983年6月，若望保禄二世再次访问波兰。
1984年，若望保祿二世成為第一位訪問波多黎各的教宗。
1999年，他訪問了羅馬尼亞，並與當地的東正教主教會面，使他成為自從1054年東西教會分裂之後，第一位拜訪東正教國家的教宗。
2001年，若望保祿二世重遊聖保祿當年去過的地方，在地中海進行朝聖之旅。他從希臘前往敘利亞，然後再前往馬耳他。他是超過一千年來，首位到訪希臘的教宗。他在敘利亞大馬士革探訪相傳是洗者若翰埋葬所在的倭馬亞清真寺；是歷年來首位探訪清真寺的教宗。

## 与犹太人的关系
若望保祿二世曾經發表過一些有關教會與猶太人關係的演講，並經常對在猶太人大屠殺犧牲的猶太人表示敬意。1979年，他成為了第一個訪問波蘭奧斯威辛集中營的教宗。他是少數在猶太文化下長大的教宗。2000年3月，他訪問耶路撒冷，他說：「猶太人是我們信仰上的兄長。」一些人認為這是承認天主教由猶太教所分出來，而耶穌最早的跟隨者是猶太人。　

## 修補與東正教的關係
1999年5月，若望保祿二世受羅馬尼亞東正教宗主教泰奧克蒂斯之邀，訪問羅馬尼亞。5月9日，他與泰奧克蒂斯分別參加對方舉行的彌撒。數以十萬計的信徒參加了該次崇拜活動。之後泰奧克蒂斯亦應若望保祿二世之邀，於三年後回訪羅馬。
2001年，若望保祿二世成為1291年以來，首位到訪希臘的教宗。當地人對他的訪問並不熱情，部分東正教徒更示威抗議他的到訪。後來他在雅典與希臘東正教會主教赫里斯托多羅斯宗主教會面。經過30分鐘會議後，二人公開講話。宗主教列舉东西教会大分裂後，天主教對東正教所犯的十三項罪行，包括第四次十字軍東征時劫掠君士坦丁堡，並從未對此表示懺悔。若望保祿二世即回應，表示「過去和現在，天主教會的子女在行動和過失上，對東正教弟兄姊妹所犯下的罪行，向天主請求寬恕」，獲得赫里斯托祖盧的即時掌聲。

## 观点
若望保祿二世以作風開明而著稱，因此常被許多教內外士敬稱他是「不一樣的教宗」。他擔任教宗長達二十六年，對二十世紀末的聖座與天主教公共形象，有極深遠之影響。
若望保祿二世強烈反共。教宗登位時，波蘭像其他中東歐國家一樣，是受蘇聯控制的共產主義國家。教宗大力支持與共產党政權抗爭的人们，如波蘭的團結工會運動。前蘇聯总统戈爾巴喬夫曾說過，沒有教宗，鐵幕就不会倒下。很多前蘇聯加盟共和國也持有這種觀點。美國前總統罗纳德·雷根则称赞教宗是“結束共產專制統治的英雄之一”。不过教宗在1998年1月訪問古巴时，對古巴也表现出了友好態度。并批評美國長期對古巴實施禁運，傷害了古巴人民，此行使他贏得了古巴政府與人民的信任，也幫助古巴天主教徒獲得了更多自由。教宗後期也批評了走極端的企業資本主義。
若望保祿二世直言反对种族隔离制度。1985年访问荷兰期间，他在国际法院发表了一篇慷慨激昂的反种族隔离演说，声明“没有一个种族隔离系统，也没有一项‘分别发展’政策足以成为人与人之间或种族间关系发展的可接受模式”。1988年9月，他到南非各个邻国出訪，而示威性地避开了南非。出访津巴布韦期间，他还呼吁对南非政府实行经济制裁。
1992年10月31日，教宗若望保祿二世發表聲明，對於當年天主教會對伽利略的審判作出反省，承認教會作為確有不當。
一般認為若望保祿二世在教義上比較保守，在女性生育和授聖職等問題上也趨於保守。他有關人類性行為的文章對男性和女性的本質和由此產生的愛與性，進行了範圍更廣的思考。這些文章對天主教如何看待性問題起到了重要的推動作用。另外他反對女權主義。
教宗反對墮胎，尤其抨擊民主國家中允許墮胎的現象。他也批評解放神學，認為過於強調政治上的自由，犧牲了精神上的解放。
1995年《生命的福音》通諭中，他再次強調教會看重生命的觀點，譴責墮胎、安樂死和所有形式的死刑，將這些稱為當今世界上盛行的“死亡的文化”。但他在死刑、削減窮國債務和脫貧等問題上的立場，從政治上看一般是偏自由主義的；這表示不能單純以“保守”或“自由”這類政治標籤來形容宗教領袖。
2000年，他公開簽署了“Jubilee 2000”，支持愛爾蘭搖滾明星鲍勃·格尔多夫與博诺提倡的非洲減債運動。
2003年，若望保祿二世強烈批評美伊戰爭。他認為應該由聯合國來解決國際事務，單邊行動是對和平的犯罪，也違反國際法。
在2003年和2004年歐盟商討新憲法時，聖座的代表沒有成功地將“基督教遺產”提上會議議程，而這是教宗最希望達到的目標之一。
教宗若望保祿二世明確反對同性婚姻。他形容同性婚姻為“一種新的邪惡理念”，嚴重威脅社會。他也批評變性與心理性移位的人群，禁止他們在教會供職，稱他們“精神病態”。

## 评价
尽管广受欢迎，若望保祿二世也遭到了许多批评。其中有一条批评认为教宗对共产主义的反对态度使得他支持右翼独裁者。若望保祿二世会晤过智利的皮诺切特一类独裁者，事实上教宗曾敦促皮诺切特恢复民主制度，还曾被皮诺切特的随从人员设计与皮诺切特合影。据称，他曾为Pío Laghi枢机作保，有批评指出后者支持了阿根廷的“污秽战争”。
若望保祿招致批评的举动还包括他对自治社团主业会的支持，以及对该组织创始人施礼华的封圣。若望保祿则将它视作在更大范围内对教会立会之本的回归当中的一部分，若望保祿对其他一些人物的封圣或加封的真福品也遭到了批评，因为其中有一些曾经支持法西斯政党。教宗的支持者则回应说，这些指责皆无凭无据，皆为他们的政敌捏造。2000年教宗对一些19世纪在中国的传教士封圣也遭到了中华人民共和国政府的严厉抨击，后者认为这些传教士曾经是殖民者的帮凶，在西方国家对中国的武装掠夺中扮演了极不光彩的角色，「并且严重地损害了中国人民的利益和感情」。
其他的一些批评集中在他的一些观点上。尤其是若望保祿关于性别身份和性的观点屡遭诟病。一些女性主义者批评他关于女性的社会角色的立场，同性恋权益拥护者则对他代表教会宣示同性欲望是“明显的病态”感到不满，对他反对同性婚姻尤其不满。他关于避孕的态度对于很多人来说尤其保守。若望保祿遵循传统的天主教教导，认为在有生育能力的夫妇之间的性行为的一项必不可缺的目的就是生育。因此，他宣称使用避孕措施是不道德的行为。很多人不同意他的观点，即使那些同意的人也有不少认为在通过性传播的艾滋病在全球肆虐的时候，对避孕套的使用横加指责实在是不实际的。另一个相关的观点是，若望保祿的教廷认为避孕套不能阻止艾滋病毒的传播。由于这两个观点，许多反对者批评他造成了非洲和其他许多地方的艾滋病疫情。而他的支持者则说，若望保祿对禁欲和忠贞的强调在对抗艾滋病的斗争中十分有效。 
若望保祿二世有时也因为他管理教会的方式遭到批评。尤其是针对他没能对教廷神父的性侵犯丑闻做出迅速的反应。还有人批评他在若望二十三世分权之后又将权力集中到梵蒂冈。因此，他被视为一位严格的独裁者，无法接受教会内部的不同意见。
除了来自信奉现代化的人们的批评，传统天主教徒有时候也猛烈抨击他，要求恢复脱利腾弥撒并且撤回第二次梵蒂冈大公会议之后的一些變革，包括在原本拉丁語的羅馬禮彌撒中使用本地語言、合一運動與宗教自由而非僅寬容的原則等舉措。反对意见一部分演变成了宗座缺出论，而另外一些人则承认若望保祿的教宗地位，但抱怨他的政策不够保守。

## 健康问题
若望保祿二世雖然是自庇護九世以來最年輕的教宗，年輕時也喜歡健行、游泳、滑雪等運動。但在經過二十多年、兩次預謀暗殺和癌症的威脅之後，他的健康情況愈來愈差。1992年，移除了一個大腸腫瘤，1994年肩膀脫臼，1996年切除了闌尾。
教宗在2001年被診出患有帕金森氏症，聖座也在2003年證實此事。他有說話的困難，另外聽力也有障礙。與他會面的人說，雖然教宗身體不太好，但他在心理上是健康的。

## 去世
2005年3月31日，教宗出现「尿道感染引起的高热」，但未立即送院，显然是出于他本人希望在梵蒂岡辞世的愿望。稍晚，梵蒂冈有消息宣称若望保祿二世被罗马公教会施以病人傅油圣事（旧称终傅圣事），这是自1981年的暗杀未遂以来，教宗首次接受该圣事，无法证实他是否也接受了宗座祝福。4月1日，病况急剧恶化，心、肾迅速衰竭，为治疗高热，教宗通过鼻孔接上了第二条进食管以帮助增加营养摄入，当日早晨，报道指出教宗出现了心肌梗塞，但仍清醒 。聖座发言人若亚敬·纳瓦罗-瓦尔斯否认此一消息，但说教宗出现了「心脏和循环系统崩溃」，并说教宗的情况「很严重」。数家意大利新闻机构在4月1日20:20报道教宗逝世的消息，不久亦遭聖座否认，意大利天空电视台（SKY Italia）报道到教宗的心脏和大脑仍在工作。

隔天（4月2日）00:30左右，梵蒂冈发言人证实教宗已经领受病人敷油圣事，但拒绝就医，並会见贴身随从人员，包括约瑟夫·拉辛格枢机。後者说「他知道自己将要离世，并跟我做了最后的道别」，教宗还要求听别人诵读前几日有关十字架苦路的心祷。在教宗生命的最后几小时，大批年轻会众在其寓所外守夜。在他给全世界青年的遗言中说道：
|  | 我曾到你们那里去，现在是你们到我这里来。我谢谢你们。 |

同日傍晚，梵蒂冈宣称教宗病况「仍很严重，上午又发高热，然而在应答家人问候时都很正确。」19:00，意大利新闻机构宣称教宗已经失去知觉，有医院人士宣称教宗几乎不可能再醒来，梵蒂冈雖有反駁，但承认教宗的肾功能已经失去，ANSA新闻社在半小时後再次报道教宗已失去知觉，据神父Jarek Cieleski说，教宗死前最後说的一个词是「亚孟」，最後在21:37，教宗在自己的房間內與世長辭，享壽84岁，死因為敗血性休克和心臟衰竭。隨侍在側者包括其两位私人秘书斯坦尼斯瓦夫·基维齐總主教和Mieczysław Mokrzycki，Marian Jaworski枢机，Stanisław Ryłko總主教和Tadeusz Styczeń神父。三位作为耶稣圣心侍女的修女在教宗弥留之际在其寓所陪侍左右。教宗的私人医生（Renato Buzzonetti）以及另外两位医生（Alessandro Barelli和Ciro D'Allo），带着各自的护士也都一直待命。国务卿安杰洛·索达诺枢机、罗马教廷财务总管爱德华多·马丁内斯·索马洛枢机、教廷国务院副院长莱奥纳多·桑德里總主教和罗马教廷财务副总管Paolo Sardi總主教也先后赶到。此后枢机团长约瑟夫·拉辛格枢机和若瑟夫·董高枢机也得以进入寓所。

### 世人哀悼追思
若望保祿二世去世，超過70,000名信徒湧入梵蒂岡城，同時有超過十億的天主教徒在世界各地表達哀悼，更有許多非天主教徒亦然。教宗總是表示他的離去應該被慶祝如他向他永恆的生命的下一階段邁進。守在梵蒂岡城裡的人們當教廷宣布教宗的死訊後齊聲鼓掌，並且依照意大利傳統表示敬意。
許多各國領袖為表達其哀悼之意，將其全國降半旗。

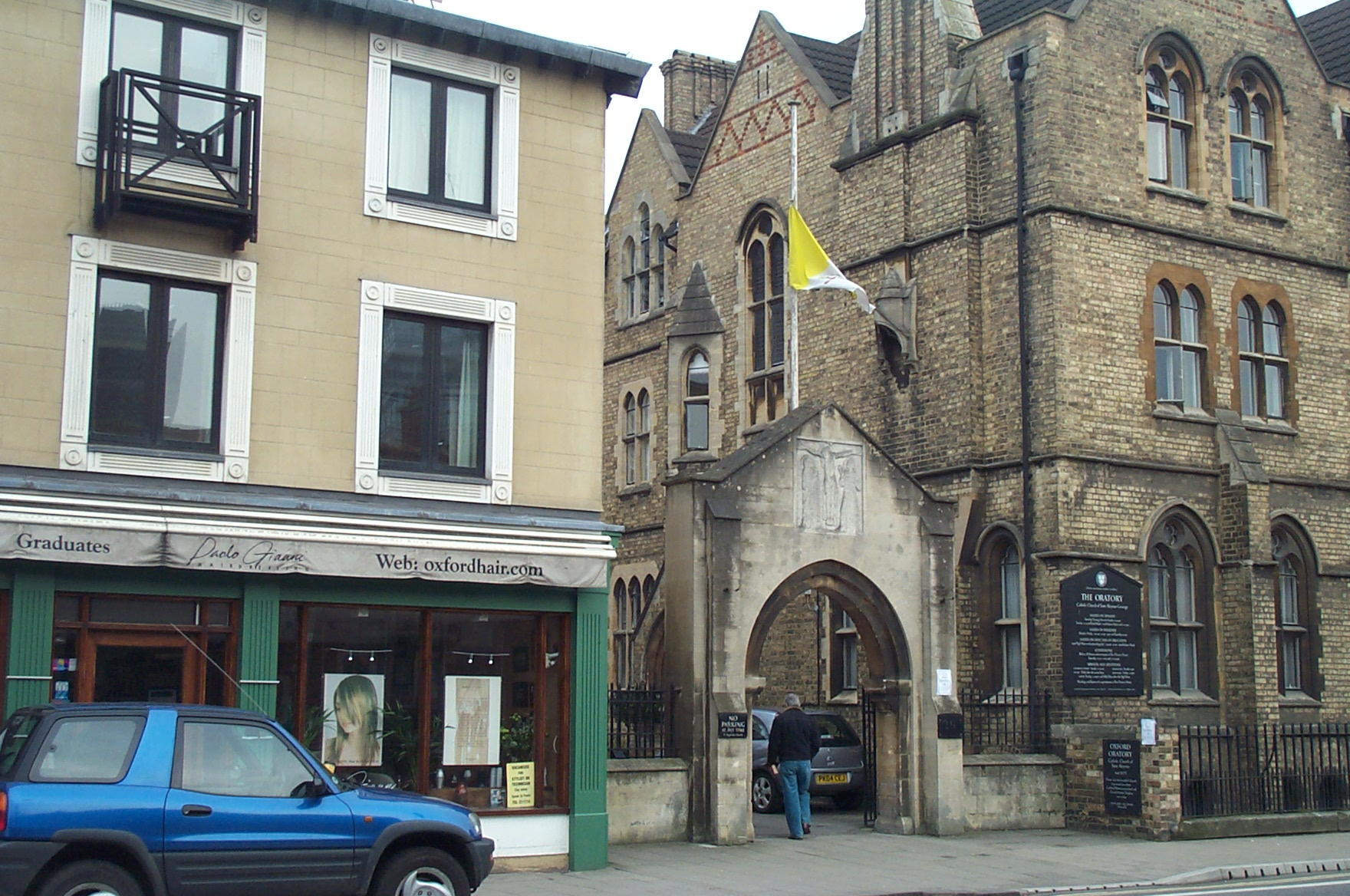
Oratory Church of St Aloysius Gonzaga, Oxford，為若望保祿二世降半旗致哀

- 波蘭：天主教教徒聚集在教宗出生的地方─波蘭南方一小鎮名瓦多維采。各電視台自四月一號取消了各安排好的電視節目，並且大規模的報導關於教宗─能深查當地且被推崇為“父親”─的訊息。當地政府已經聲明以6天來哀悼他。
- 中華民國（臺灣）：中華民國總統府下半旗二天致哀。
- 阿根廷：所有學校在四月四號上課前皆默哀。阿根廷總統內斯托·基什內爾表示“我們皆為教宗若望保祿二世而表達哀悼；他的指導，將永恆帶領我們向前。”
- ：澳大利亞總理約翰·霍華德表示應紀念教宗是對抗共產主義自由戰士，以及一位偉大基督教領袖[22]。
- 巴西：巴西是世界上最大的天主教國家，巴西總統盧拉·達·席爾瓦，表達了巴西人民的悲痛。 [23] 並且政府表示將以七天的紀念期來紀念若望保祿二世。[24]
- 加拿大：加拿大總理保羅·馬丁表示“近四分之一世纪以来，教宗若望保祿二世就如同愛與和平、信賴與憐憫的象征……今日我們的悲痛也是全世界的感傷。”[25] 在四月四號，加拿大下議院經由讚賞教宗後才開始其會議。[25]国会大厦以及全国各地悬挂的国旗都下半旗致哀。
- 智利：智利政府決定以三天來紀念若望保祿二世。智利總統里卡多·拉戈斯·埃斯科瓦爾 表示「……若望保祿二世並不會因此而離我們遙遠。他已經成為了我們歷史中的一部份，他的思想將會永遠帶給我們激勵我們向前創造一個更公平的國家與和平的世界」。 Spanish)
- 哥伦比亚：哥倫比亞總統阿爾瓦羅·烏里韋·貝萊斯決定將在各政府機關及駐外大使館的國旗降半旗兩天以示哀悼。總統在发言稿中強調了教宗對世界和平做出的努力。[26]
- 古巴：教宗在位期間改善和古巴当局的關係。古巴当局批准Jaime Lucas枢机在国家电视台做了如下讲话：“這是一位保護道德26年的人……關懷著近幾年世界各地的動亂及戰爭而道德基準都不動搖的人。”
- 印度：印度總理曼莫汉·辛格拜訪了圣座在新德里的駐印度大使館並且獻上深摯的哀悼。[27]
- 英国：英国女王伊莉莎白二世於若望保祿二世表達她“最深的悲傷”，並且將記得他在推動世界和平的努力。英國首相托尼·布萊爾表示世界失去了一位「備受尊敬與信賴的」宗教領袖[28]。
- 美国：白宮及美國各地悬挂的国旗都被要求降半旗直至若望保祿二世下葬那天晚上[29]。總統小布希表達他對此事的遺憾並且表示失去了一位“人類自由的領導”、“數百萬美國人的鼓勵者” 和 “世代英雄”[30]。

其他許多非天主教國家的元首也對此表達哀悼。

### 大教宗若望保祿
自若望保祿二世逝世之时起，梵蒂冈部分神职人员就称其為「大教宗若望保祿」（Pope John Paul the Great）。安杰洛·索达诺枢机在为其安魂弥撒写的布道词中也用此称呼，这是历史上第四位获此称号的教宗，也是1138年以来的第一次。意大利报纸《晚邮报》甚至称他为“最伟大者”。天主教法典学者宣称，将一位教宗冠以“大”的名号并无官方程序，然而只要该称号有一定的知名度，且被持续使用，就会得到承认。
此前曾被冠以「大教宗」的三位教宗分别是教宗良一世（440年至461年出任教宗），其说服匈奴王阿提拉從罗马撤军；额我略一世（590年至604年出任教宗），人们熟知以他命名的額我略聖歌(葛利果聖歌)；以及化解了一场对罗马的围攻（这次是卡洛林王朝由于在解除婚姻上的分歧而发起的）的尼各老一世（858年至867年出任教宗）。

### 葬礼

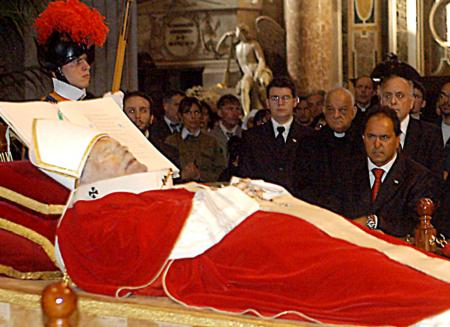
位於聖伯多祿大殿的教宗若望保祿二世遺體，2005年

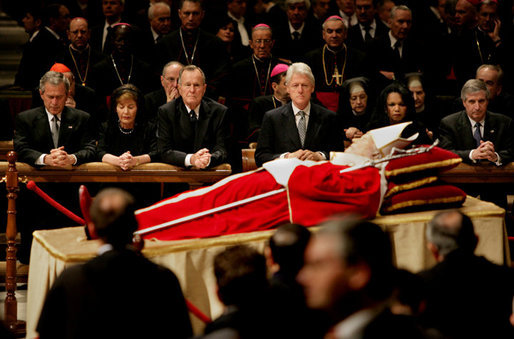
位於聖伯多祿大殿的教宗若望保祿二世遺體，2005年

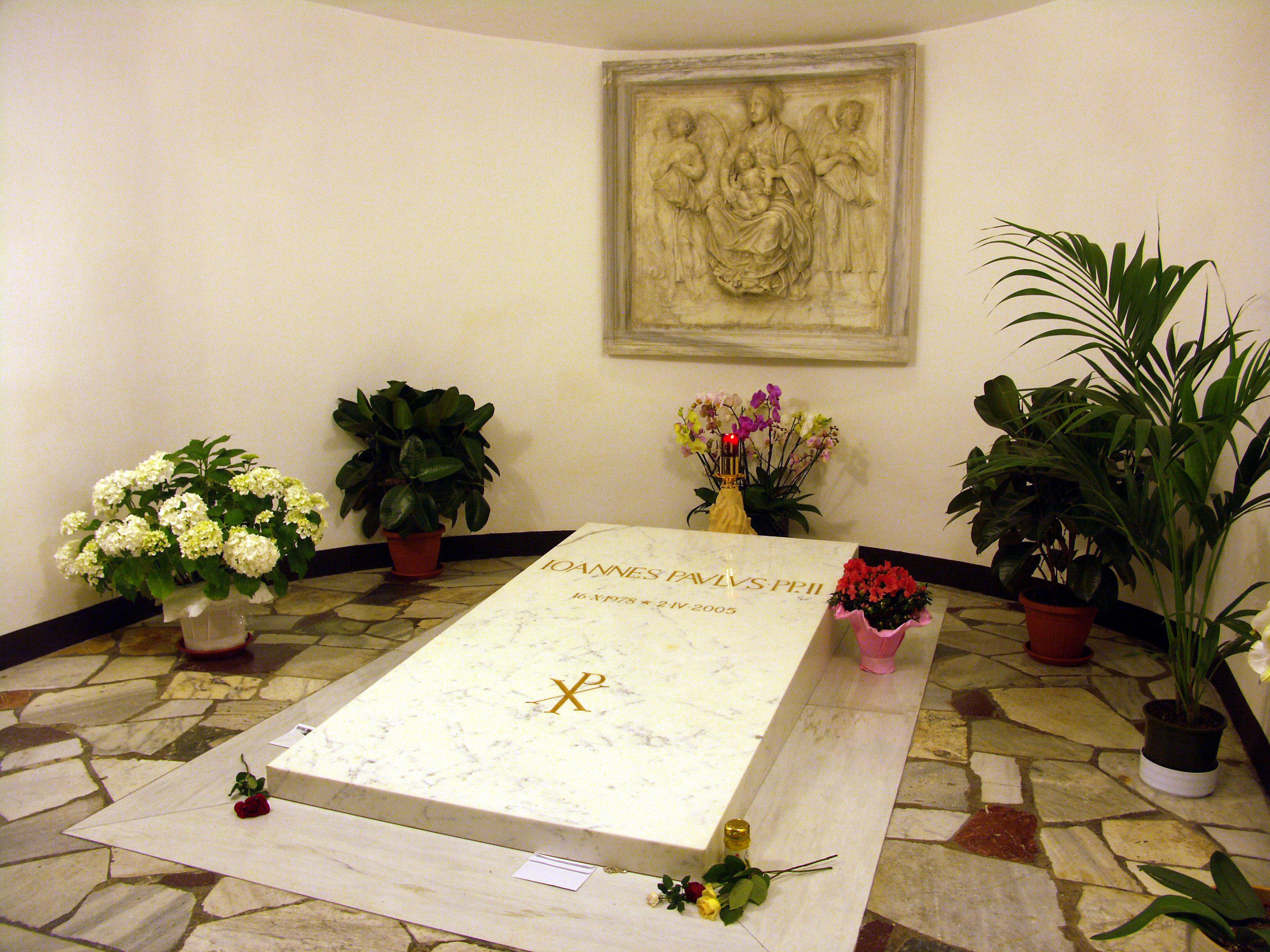
2005至2011年間若望保祿二世的墓位，該墓於2023年1月成為下一任教宗本篤十六世的墓地

梵蒂冈从当地时间2005年4月4日起举行教宗的遗体告别仪式，4月8日上午10:00举行葬礼，遺體下葬聖伯多祿大殿地下室的教宗墓地。

#### 葬礼流程
参加葬礼的世界政要包括：
- 美国总统乔治·沃克·布什：布什是第一位参加罗马天主教宗葬礼的美国总统，同时也是第一个抵达罗马的国家元首，于2005年4月6日晚间，在父親，同為前總統老布什、夫人劳拉、国务卿赖斯以及另一位前總統克林顿的陪同下到达。第一位在白宫会见教宗（若望保祿二世，1979）的美国领导人吉米·卡特并未随行，原因是梵蒂冈最多只允许5人为一组的代表团。（此次大约有200个代表团出席8日上午的葬礼）。
- 中華民國總統陳水扁於2005年4月7日下午，率領代表團由桃園國際機場搭機前往羅馬，以「中華民國總統」身份參加，於葬禮結束後搭機返台。

## 封聖過程

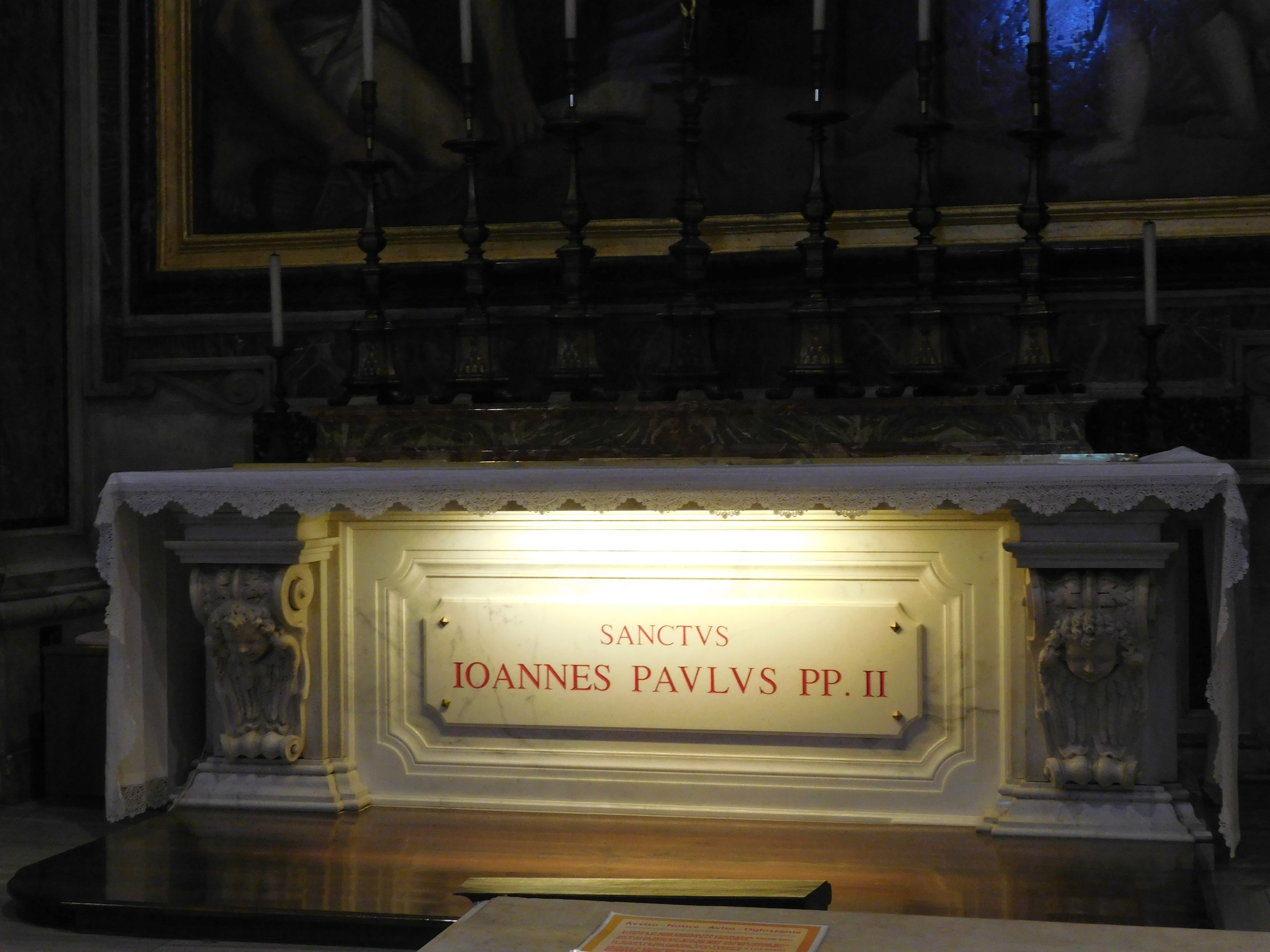
2011年5月2日，被宣福後的若望保祿二世靈柩自聖伯多祿大殿地下室教宗墓地遷葬至同位於大殿中的圣巴斯弟盎小堂祭壇壁龕內。此處曾經是教宗依諾增爵十一世的安息之地，其於同年稍早的4月8日遷葬至變容祭壇

安放於香港聖母無原罪主教座堂的聖髑

2009年10月，傳出第一起神蹟，法國修女瑪麗亞·西蒙-皮耶（Marie Simon-Pierre）的巴金森氏症，經若望保祿二世代禱後痊癒，12月19日，天主教會將其列為可敬者。2011年5月1日，教宗本篤十六世批准若望保祿二世代禱而成之奇蹟的調查文件，被册封爲真福者。
2013年4月若望保祿二世的第二項奇蹟由教廷冊封聖人部醫療委員會總結為無法以醫療解釋之奇蹟並提交神學審查。開始了封聖程序的下一階段。據教廷的說法，此項奇蹟是一名哥斯大黎加婦女莫拉（Floribeth Mora）在電視上觀看若望保祿二世的宣福儀式後請他代禱，爾後她的腦部動脈瘤就獲得了無法解釋的痊癒。 
2013年7月5日，教宗方濟各核准若望保祿二世的封聖申請文件，並於2014年4月27日進行封聖儀式，與同時被封聖的還有教宗若望二十三世。

## 若望保祿二世的教宗通谕
- “活于感恩祭的教会”通谕 Ecclesia De Eucharistia - On the Eucharist in its Relationship to the Church 2003年4月17日
- “一百周年”通谕 Centesimus Annus - On the 100th anniversary of Pope Leo XIII's “新事”Rerum Novarum - On Capitol and Labor; On Catholic social teaching 1991年5月1日
- “富于仁慈的天主”通谕 Dives in Misericordia - The Father of mercies and God of all comfort 1980年11月30日
- “主及赋予生命者”通谕 Dominum et Vivificantem - The Lord and Giver of Life 1986年5月18日
- “生命的福音”通谕 Evangelium Vitae - 1995年3月25日
- “信仰与理性”通谕 Fides et Ratio - 1998年9月14日
- “论人的工作”通谕 Laborem Exercens - 1981年9月14日
- “人类救主”通谕 Redemptor Hominis - The Redeemer of Man 1979年3月4日
- “救主之母”通谕 Redemptoris Mater - Mother of the Redeemer 1987年3月25日
- “救主的使命”通谕 Redemptoris Missio - On the Permanent Validity of the Church's Missionary Mandate 1990年12月7日
- “斯拉夫人的使徒”通谕 Slavorum Apostoli - In commemoration of the Sts. Cyril and Methodius 1985年6月2日
- “论社会事务关怀”通谕 Sollicitudo Rei Socialis 1987年12月30日
- “愿他们合而为一”通谕 Ut Unum Sint -  On Commitment to 大公主义  1995年5月25日
- “真理的光辉”通谕 Veritatis Splendor - The Splendor of Truth - Regarding Certain Fundamental Question of the Church's Moral Teaching 1993年8月6日